# 닥터 모로의 DNA (1932년 영화)
《닥터 모로의 DNA》(The Island Of Dr. Moreau, Island Of Lost Souls)는 미국에서 제작된 얼 C. 켄턴 감독의 1932년 모험, 공포, 멜로/로맨스 영화이다. 찰스 로턴 등이 주연으로 출연하였다.

## 출연

### 주연
- 찰스 로턴
- 리처드 알런

### 조연
- 라일라 하임스
- 벨라 루고시
- 캐슬린 버크
- 아서 홀
- 폴 허스트
- 테츠 코마이
- 조지 어빙